# Crisi di mezza età
Con crisi di mezza età si identifica una particolare condizione vissuta da talune persone a partire dai 50 anni circa e che poi si potrebbe prolungare per circa 4-5 anni. In generale consiste in una condizione psicologica negativa che comporta una miscela di depressione, sfiducia, spaesamento, delusione data nel tracciare un bilancio tra attese e desideri di vita e la percezione di quanto ottenuto o stabilito come inadeguato o insufficiente.